# Liste des ailes volantes
Pour un article plus général, voir aile volante.

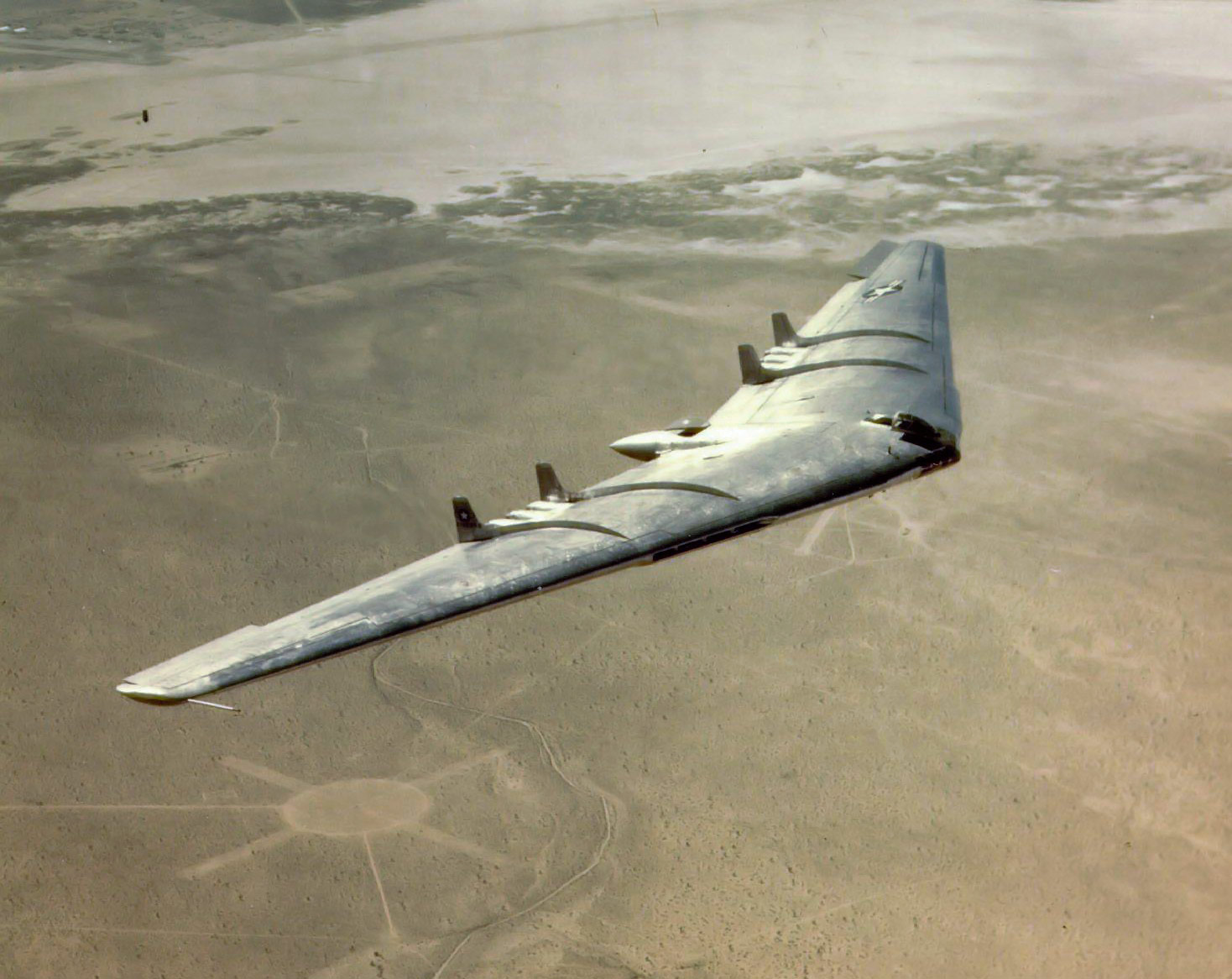
Bombardier expérimental Northrop YB-49 des années 1950.

Une aile volante désigne un aéronef ne possédant ni fuselage ni empennage. Les différentes surfaces mobiles nécessaires au pilotage de l'appareil sont toutes situées sur l'aile. C'est également l'aile qui contient la charge utile et le carburant. La technologie de l’aile volante permet de construire des avions ayant une grande capacité d’emport et de bonnes propriétés aérodynamiques. Cependant ce type d’appareil est relativement instable ce qui peut être très intéressant pour les avions militaires, mais qui est un grave défaut dans le domaine civil.

## Liste des ailes volantes

### Véritables ailes volantes

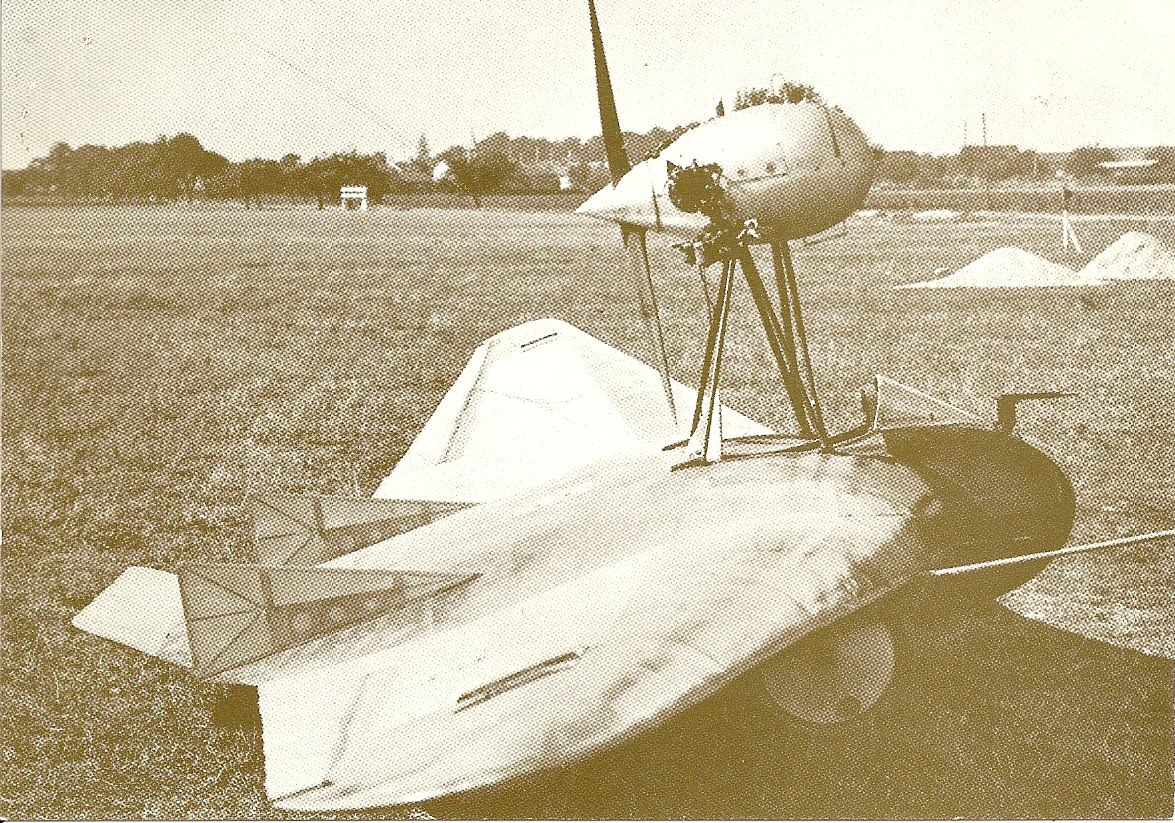
Aile volante de Chauvet en 1933 sur l'Aérodrome de Guyancourt

- Fauvel (planeurs : de l'AV-3 premier vol en 1933 à l'AV-221 en 1965 ; avions à moteur : de l'AV-10 premier vol en 1935 à l'AV-60 en 1963)
- Freel Flying Wing (en)
- Northrop N-1M (1940)
- Northrop N-9M (1942)
- Horten Ho XVIII - conçu pour être un bombardier à long rayon d'action.
- Northrop XP-79 Flying Ram (1945)
- YB-35 (1945) - compétiteur du bombardier lourd Convair B-36.
- Northrop YB-49 (1947) - YB-35 converti pour utiliser des réacteurs. Connu pour avoir de problèmes de stabilité et annulé, il servit d'inspiration pour le B-2 Spirit.
- Armstrong Whitworth A.W.52 (1949) - avion bimoteur.
- Northrop B-2 Spirit (1989) - un bombardier stratégique furtif américain.
- McDonnell Douglas A-12 Avenger II - un projet d'avion d'attaque développé pour remplacer l'A-6 Intruder. Le projet fut abandonné en 1991 avant qu'aucun avion ne soit construit.
- Les ailes Horten, dont la Horten Ho 229 (1944), l'un des rares avions répondant aux spécifications de performance d'Hermann Göring, le Ho 229 fut un chasseur expérimental de la fin de la Seconde Guerre mondiale.

### Ailes volantes à fuselage intégré
- Junkers G.38

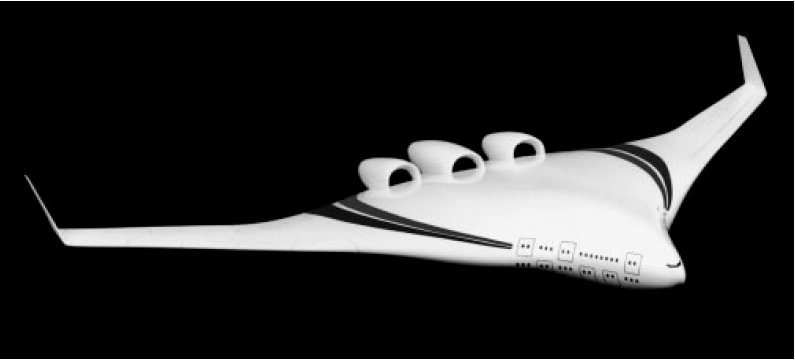
Le Boeing X-48 est une aile volante à fuselage intégré.

- NASA-Boeing X-48A, NASA-Boeing-Air Force Research Lab. X-48B, modèles d'essais plus divers modèles de soufflerie
- Lockheed Martin/Boeing DarkStar Tier III- (en)
- Boeing X-45C (2002) - drone.
- Northrop Grumman X-47 Pegasus (2003) - drone.
- RQ-170 Sentinel (2007 ?) - drone.
- Dassault nEUROn (2012) - drone
- RQ-180 (2015) - drone

D'autres avions incorporent des éléments des ailes volantes à fuselage intégré (comme le Rockwell B-1 Lancer et le General Dynamics F-16 Falcon), mais pas suffisamment pour être inclus dans cet article.